# Королевская инженерная академия Великобритании
Королевская инженерная академия (англ. Royal Academy of Engineering) — британская образовательно-просветительская организация в области естественных наук в стране.

## История
Академия основана в 1976 году и первоначально называлась «Содружество инженеров». Королевская хартия дарована в 1983 году, название «Королевская инженерная академия» принято в 1992 году.

## Деятельность академии
- Содействие в развитии национального регулирования, касающегося инженерии
- Поддержка обучения инженеров
- Поддержка инженерных исследований
- Просветительская деятельность

В настоящий момент пост президента академии занимает Энн Доулинг (англ. Ann Dowling). Академия находится под патронажем принца-консорта Филиппа, герцога Эдинбургского.
Академия издает журнал «Ingenia» с вдохновляющими статьями, посвящёнными различным инженерным областям.

### Награды
Медали и премии, вручаемые академией:
- Ежегодная премия Макроберта[англ.] (с 1969 года) — высшая награда с денежным призом £50,000.
- Ежегодная премия для инженеров-электриков (с 2006 года) — денежный приз £10,000 плюс £30,000 инвестиций в разработку идеи.
- Ежегодная специальная премия за достижения в инженерии
- Ежегодная премия за энергосберегающие технологии (с 2005 года)
- Премия Сэра Джорджа Макфарлена молодым инженерам (с 2008 года)
- Золотая медаль принца Филиппа[англ.] (с 1991 раз в два года)
- Серебряная президентская медаль[англ.] (с 1987 года)
- Ежегодная медаль Сэра Фрэнка Уиттла[англ.] (с 2001 года)
- Международная медаль
- Ежегодная Серебряная медаль (с 1994 года)
- Ежегодная медаль Руки за популяризацию инженерии (с 2002 года)
- Премия королевы Елизаветы II в области инженерного дела (с 2013 года).

Кроме того, ежегодно выбираются несколько лауреатов Лидерской премии из числа студентов-инженеров Великобритании.

## Программа BEST
Академия сокоординирует программу BEST (Bette engineering, sciense, technology), направленную на привлечение молодых людей всех возрастов к занятию наукой, инженерией и технологиями. Среди других активных партнеров программы: авиастроительная компания Airbus и Благотворительный фонд Гатсби (англ. Gatsby Charitable Foundation). В настоящий момент в рамках программы реализуются 9 различных направлений, среди них «год в промышленности», позволяющая молодым людям провести год практики на предприятии перед поступлением в институт, а также премиальный фонд для молодых учёных.

## Членство в академии

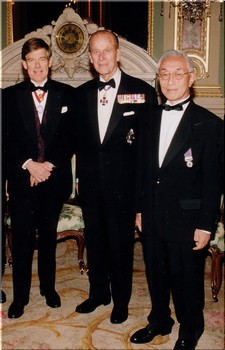
снп Президент академии, лорд Алек Броерс, Его Высочество принц Филипп, герцог Эдинбургский, д. Хитоши Нарита. Избрание д. Нарита иностранным членом академии, 2002.

Академия приглашает наиболее выдающихся инженеров Великобритании. Ежегодно принимаются около 60 новых членов, избираемых по представлению действительных членов академии. Почётные члены академии и иностранные члены академии принимаются на избирательной основе. В 1976 году 137 инженерам было предложено членство в Содружестве, из них 129 приняли приглашение. В феврале 2011 году академия насчитывает 1390 действительных членов. Члены академии именуются FREng (Fellow of The Royal Academy of Engineering).

### Известные члены академии
См. также: Категория:Члены Королевской инженерной академии Великобритании
- Владимир Евгеньевич Фортов (вице-президент РАН) — иностранный член академии с 2003 года[2]
- Брайан Сполдинг (иностранный член РАН) — действительный член академии с 1989 года
- Джон Фокс Уильямс (профессор-эмирит Кембриджского университета, один из создателей сверхзвукового пассажирского самолёта Конкорд) — действительный член академии с 1988 года
- Морис Уилкс (британский учёный в области компьютерных наук) — один из первых 129 приглашённых в содружество в 1976 году
- Энн Доулинг[англ.] (глава инженерного департамента Кембриджа[3]) — действительный член академии с 1996 года, вице-президент академии (1999—2002) и президент академии (с 2014)

## Президенты академии
- Кристофер Хинтон[англ.] (1976−1981)
- Роберт Эндрю Инскип, 2-й виконт Кэлдкот (1981−1986)
- Denis Rooke[англ.] (1986−1991)
- Уильям Барлоу (1991−1996)
- Дэвид Дэвис[англ.] (1996−2001)
- Алек Броерс[англ.] (2001−2006)
- Джон Брауни, лорд Брауни Мэдингли[англ.] (2006−2011)
- John Parker[англ.] (2011−2014)
- Энн Доулинг[англ.] (с 2014)